# Ca' Tron (palazzo)
Ca' Tron è un palazzo di Venezia, situato nel sestiere di Santa Croce, affacciato sul Canal Grande e posto tra Palazzo Belloni Battagia e Palazzo Duodo, vicino a San Stae. La proprietà del palazzo è dell'Università IUAV di Venezia e vi ha sede la storica Facoltà di Urbanistica e Pianificazione del Territorio.

## Storia

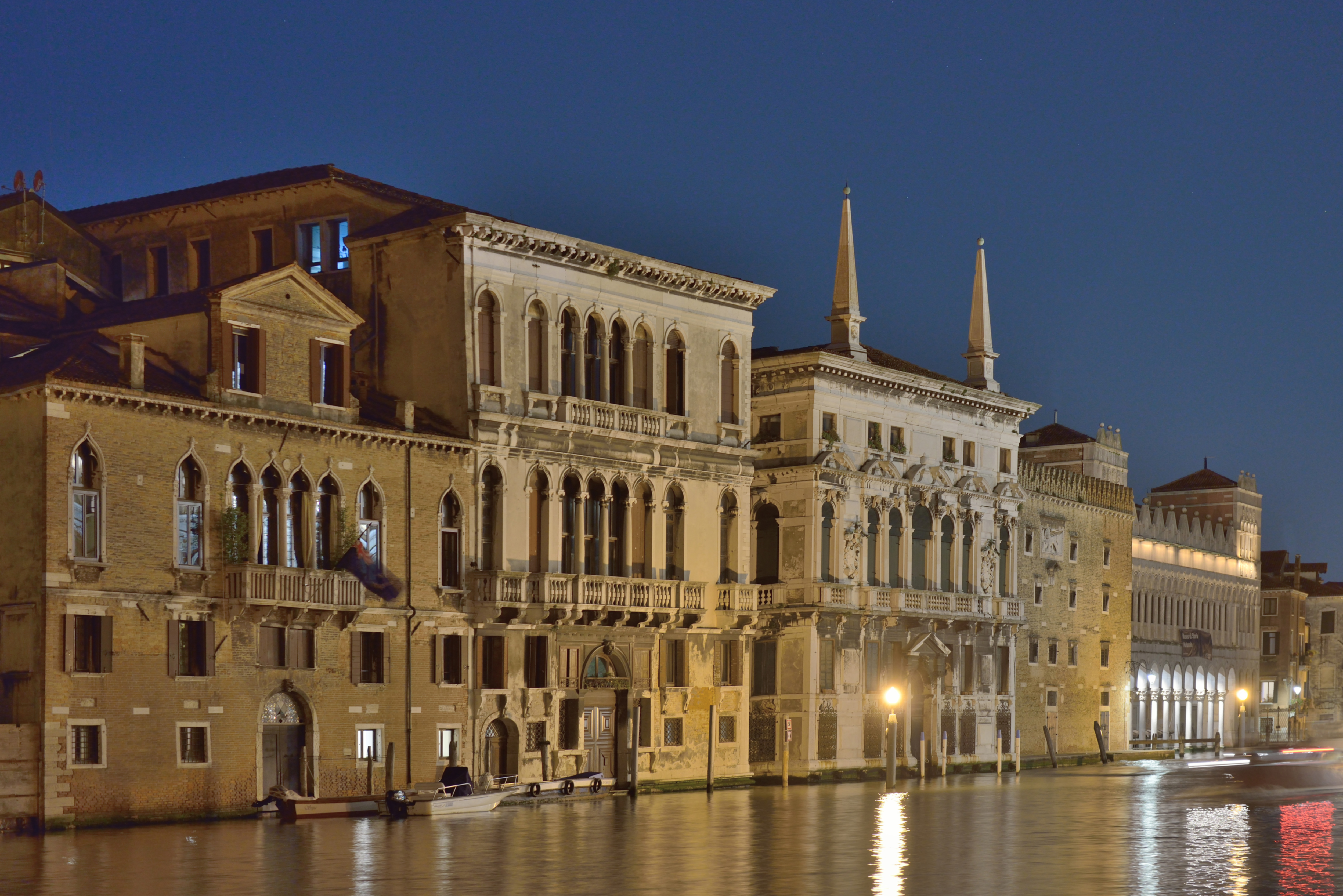
Ca’Tron costruito nel sestiere di Santa Croce sulla riva destra del Canal Grande a Venezia.

Costruita nella seconda metà del Cinquecento, Ca' Tron è frutto del progetto di un anonimo della scuola del Sansovino, per ospitare la famiglia Tron, che vi dimorò fino alla sua estinzione (XIX secolo). Il periodo di massimo splendore del palazzo fu raggiunto sotto il nobile Andrea Tron, che volle ampliarlo con due ali laterali.
Successivamente, durante l'Ottocento e il primo Novecento, Ca' Tron ha subito una profonda decadenza, con cambio di numerose gestioni, finché a partire dal 1972 l'edificio è divenuto una sede dello IUAV di Venezia, che ha provveduto a un grande restauro.

## Descrizione
L'edificio, la cui pianta è "a U", consta del piano terra, di un mezzanino e di due piani nobili: questi ultimi, diversamente dai primi, hanno la superficie in pietra d'Istria. La facciata è asimmetrica, essendo la parte sinistra meno estesa: il portale e le aperture centrali dei piani nobili sono, dunque, spostate a sinistra dell'asse.
La forometria dei piani nobili, divisi da marcapiano, è formata da otto finestre a tutto sesto, con le quattro centrali unite a fare una quadrifora.
Sulla piccola facciata posteriore di Ca' Tron, che guarda sul giardino con pozzo al centro, sono presenti due pentafore a tutto sesto con balaustra ai piani nobili, al piano terra un'unica apertura suddivisa da due colonnine.
Dentro, il palazzo è stato profondamente rimaneggiato, in conseguenza delle diverse funzioni cui è stato adibito negli ultimi due secoli, con conseguente degrado del patrimonio artistico; per questo gli affreschi di Louis Dorigny e gli stucchi presenti all'interno sono in condizioni non buone, malgrado i restauri.